# Traktordrehkran Brigadefreund

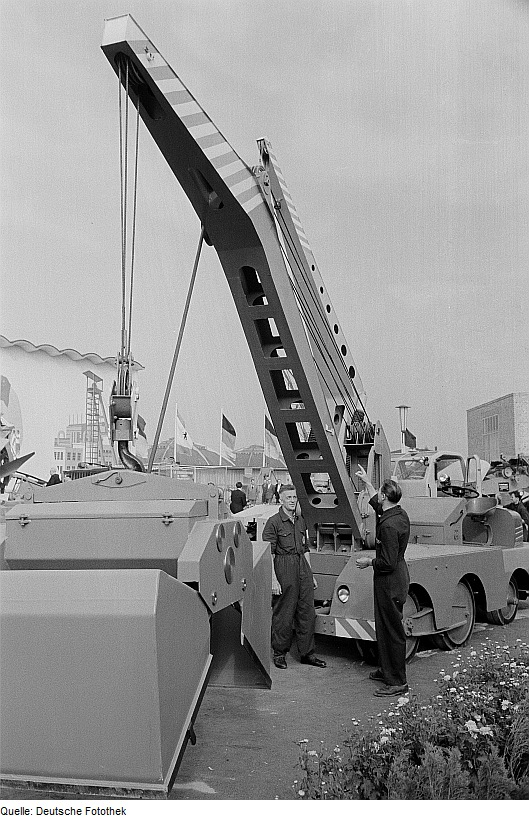
Ein Traktordrehkran Brigadefreund im Vordergrund auf der Leipziger Herbstmesse 1954

Der Traktordrehkran Brigadefreund ist ein in der DDR hergestellter Autokran. Das Fahrzeug wurde vom Wissenschaftsbereich (WB) der ABUS (Arbeitsmittel für Bergbau und Schwerindustrie) im Zentralen Konstruktionsbüro (ZKB) entwickelt und in der Zeit von 1952 bis 1955 im VEB Hebezeugwerk Sebnitz produziert. Es wurden nur 25 Fahrzeuge dieser Art produziert, jedoch gilt der Brigadefreund als wichtiger Vorgänger des Autodrehkran Panther.
Der Traktordrehkran Brigadefreund war als dieselelektrischer Traktorkran speziell für den Einsatz auf Werksgeländen und Messen entwickelt worden. Die Vollelastik-Reifen ermöglichten auch das Überwinden längerer Wegstrecken, jedoch lag die Fahrgeschwindigkeit nur bei 11,5 Kilometer pro Stunde. Der wassergekühlte 2-Zylinder-Viertakt-Dieselmotor 16V2 „Aktivist“ hatte 3325 cm³ Hubraum und wurde von den Brandenburger Traktorenwerken produziert. Er fand unter anderem auch im vom Schlepperwerk Nordhausen hergestellten Traktor RS03 „Aktivist“ Verwendung. Die Motorleistung lag bei 22,1 Kilowatt bei 1500 Umdrehungen pro Minute. Das Fahrzeug war mit einem 3+1-Gang-Schaltgetriebe ausgestattet.
Der Motor war mit einem Drehstrom-Konstantspannungs-Generator fest verbunden. Die erzeugte Energie betrieb die Motoren am Hub-, Einzieh- und Drehwerk. Die Traglast lag bei 3 Tonnen, konnte aber mit Ballast bei maximal 2,5 Metern Ausladung auf 5 Tonnen erhöht werden. Die größtmögliche Ausladung lag bei 6 Metern mit immerhin 1,8 Tonnen Tragfähigkeit. Das Dienstgewicht lag dabei bei 15.300 kg. Der seilmechanische Kranbetrieb konnte eine maximale Hubgeschwindigkeit von 4,3 Metern pro Minute erreichen, hatte einen Drehbereich von 360 Grad und eine maximale Drehgeschwindigkeit von 2 Umdrehungen pro Minute. Die maximale Hubhöhe betrug 5,29 Meter.
In Transportstellung hatte der Brigadefreund eine Länge von 4900 mm, eine Breite von etwa 2500 und eine Höhe von 2550 mm.